# Simeon Burt Wolbach
Simeon Burt Wolbach (* 3. Juli 1880 in Grand Island, Nebraska; † 19. März 1954 in Sudbury, Massachusetts) war ein US-amerikanischer Pathologe und Mikrobiologe.

## Leben und Wirken
Wolbach schloss 1903 sein Medizinstudium an der Harvard Medical School ab. Er arbeitete als Instructor in Harvard, als Direktor der Bender Hygienic Laboratories in Albany, New York, und als Pathologe am Montreal General Hospital. 1910 erhielt er eine erste Professur in Harvard, ab 1916 in den Abteilungen für Bakteriologie und Pathologie, ab 1917 war er am Peter Bent Brigham Hospital und am Boston Lying-in Hospital. 1922 wurde er in Harvard Shattuck Professor of Pathological Anatomy. 1947 wurde er dort emeritiert. Bis 1954 arbeitete er noch als Direktor der Abteilung für Ernährungsforschung am Boston Children’s Hospital.
Wolbachs wichtigsten wissenschaftlichen Beiträge befassten sich mit dem Verhalten bakterieller Infektionen im Wirt und den Effekten von Vitaminen (sowohl Hypovitaminose als auch Hypervitaminose) auf Gewebestrukturen. Er konnte wesentlich zur Aufklärung der Übertragung verschiedener Infektionskrankheiten beitragen, darunter Typhus oder Rocky Mountain spotted fever (letzteres durch Insekten als Vektoren).
Nach Wolbach wurde 1936 das Bakterium Wolbachia pipientis benannt, das er selbst 1924 gemeinsam mit Marshall Hertig entdeckt hatte.
Wolbach starb an Prostatakrebs.

## Auszeichnungen (Auswahl)
- 1912 Mitglied der American Academy of Arts and Sciences[1]
- 1923 Fellow der American Association for the Advancement of Science
- 1936 Präsident der American Association of Pathologists and Bacteriologists
- 1937 Präsident der American Society for Experimental Pathology
- 1938 Mitglied der National Academy of Sciences[2]
- 1950 Howard Taylor Ricketts Award[3]